# Hamburg-Harburg
Hamburg-Harburg is een district (Bezirk) in het zuiden van de Duitse stad Hamburg met meer dan 200.000 inwoners. Tot 1937 was Harburg een zelfstandige gemeente en Kreisstad van de Landkreis Harburg.

## Indeling
Het District (Bezirk) Harburg bestaat uit 17 stadsdelen onderverdeeld in 2 Ortsamten:
- Kerngebiet Harburg: Eißendorf, Gut Moor, Harburg, Heimfeld, Langenbek, Marmstorf, Neuland, Rönneburg, Sinstorf en Wilstorf;
- Süderelbe: Altenwerder, Cranz, Francop, Hausbruch, Moorburg, Neuenfelde en Neugraben-Fischbek.

Sinds 1978 heeft Hamburg-Harburg een technische universiteit, met in 2005 4300 studenten.

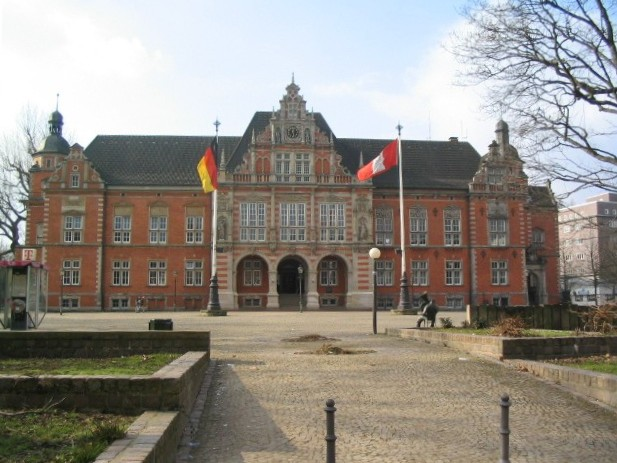
Raadhuis